# قائمة الصحف حسب التداول
هذه قائمة للصحف اليومية المشتراة في العالم حسب التداول. إحصائات التداول العالمي من تجميع الاتحاد الدولي لمكاتب مراجعة التداولات والرابطة العالمية للصحف وناشري الأخبار. هذه القائمة تظهر أحدث الإحصائات المتاحة من عند هتين المنظمتين.
بعض الإحصاءات متنازع عليها. لا تحتسب الصحف المجانية في هذه القائمة.

## أكثر الصحف تداولا
| صحيفة                            | البلد                      | اللغة            | الدورة الدموية (بالآلاف) |
| -------------------------------- | -------------------------- | ---------------- | ------------------------ |
| يوميوري شيمبون                   | اليابان                    | اليابانية        | 9,101                    |
| اساهي شيمبون                     | اليابان                    | اليابانية        | 6,622                    |
| الولايات المتحدة الأمريكية اليوم | الولايات المتحدة الأمريكية | اللغة الإنجليزية | 4,139                    |
| داينيك بسكار                     | الهند                      | الهندية          | 3,818                    |
| داينيك Jagran                    | الهند                      | الهندية          | 3,308                    |
| على ماينيتشي الصحف               | اليابان                    | اليابانية        | 3,166                    |
| Cankao Xiaoxi                    | الصين                      | الصينية          | 3,073                    |
| عمار Ujala                       | الهند                      | الهندية          | 2,935                    |
| تايمز أوف إنديا                  | الهند                      | اللغة الإنجليزية | 2,836                    |
| مؤشر نيكي                        | اليابان                    | اليابانية        | 2,729                    |
| صحيفة الشعب اليومية              | الصين                      | الصينية          | 2,603                    |
| Chunichi شيمبون                  | اليابان                    | اليابانية        | 2,452                    |
| هندوستان داينيك                  | الهند                      | الهندية          | 2,410                    |
| Malayala مانوراما                | الهند                      | المالايالامية    | 2,343                    |
| وول ستريت جورنال                 | الولايات المتحدة الأمريكية | اللغة الإنجليزية | 2,379                    |
| بيلد                             | ألمانيا                    | الألمانية        | 2,220                    |
| نيويورك تايمز                    | الولايات المتحدة الأمريكية | اللغة الإنجليزية | 2,134                    |
| قوانغتشو اليومية                 | الصين                      | الصينية          | 1,880                    |
| نانفانغ ديلي                     | الصين                      | الصينية          | 1,853                    |
| راجستان البترول العربي           | الهند                      | الهندية          | 1,812                    |